# Gmina Madison (hrabstwo Butler, Iowa)

Położenie Gminy Madison w hrabstwie Butler

Gmina Madison (ang. Madison Township) – gmina w USA, w stanie Iowa, w hrabstwie Butler. Według danych z 2000 roku gmina miała 353 mieszkańców.